# Пірати моро

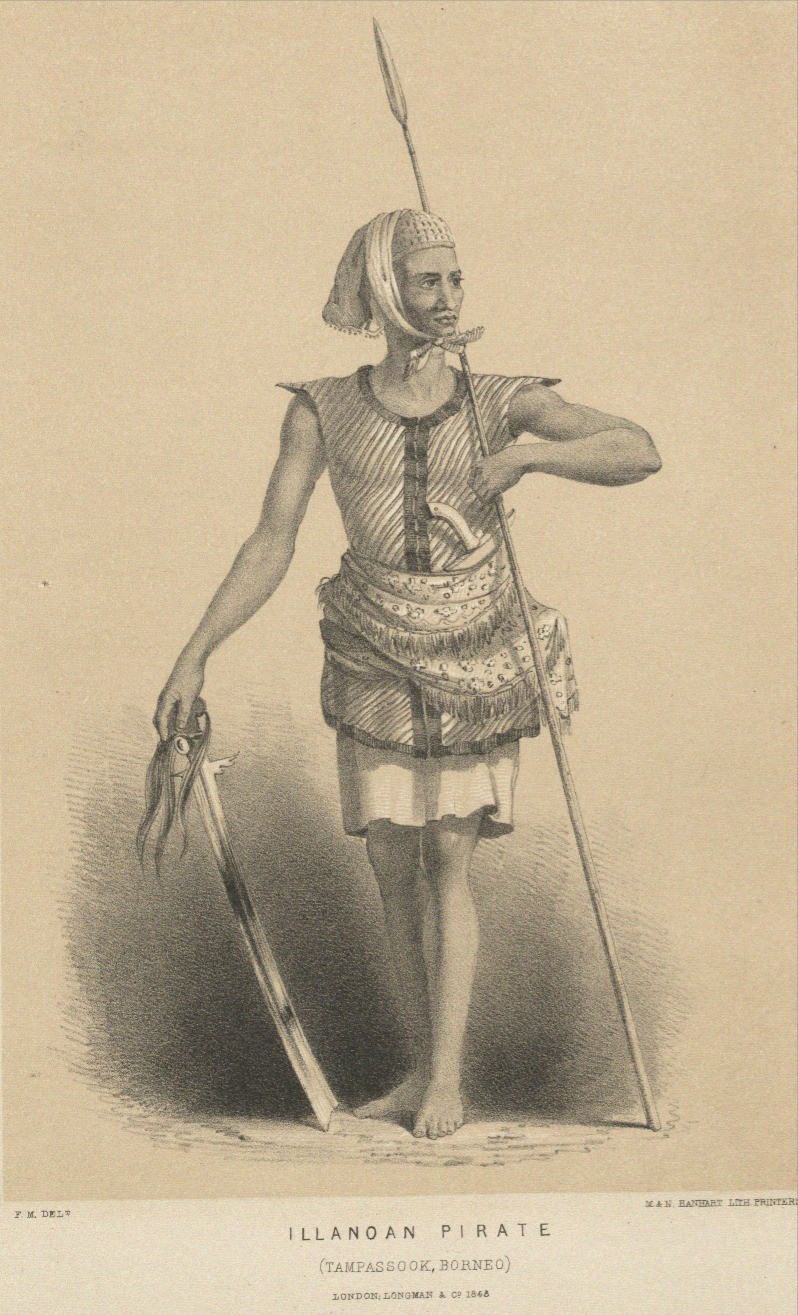
Озброєний пірат

Пірати моро (також пірати Сулу) — південно-філіппінські мусульманські розбійники, що билися з Іспанією в кінці XVI століття. В результаті постійних війн між Іспанією і моро море Сулу стало прекрасним місцем для піратства, яке не припинялося аж до початку XX століття. Піратів не слід плутати з військово-морськими силами племен моро або корсарами. Однак, більшість піратів під час війни діяло за підтримки влади.

## Кораблі
Кораблі, що використовуються піратами, були великі вітрильно-гребні ланонги, гараї ті інші різноманітні судна, зокрема гребні каное-салісіпани. Ланонги являли собою військові кораблі довжиною близько 27 м і шириною близько 3 м. Вони вміщували від 50 до 100 осіб. Озбройні трьома вертлюжними гарматами, а іноді щн й однією потужною гарматою, ланонги були призначені для нападів на торгові судна. Також були поширені работоргівля та рейдерські напади. В останньому випадку організовувався флот з кораблів й відбувався напад на прибережне місто. За кілька століть пірати захопили сотні християн, багатьох з них змушували працювати на кораблі.

## Зброя
Крім мушкетів та гвинтівок, пірати використовували мечі, що називаються «крис». Руків'я прикрашалися орнаментом зі срібла або золота. Рани, нанесені таким мечем, було важко лікувати. Крис часто використовувався як абордажна збря. Також у розбійників були баронги та списи, зроблені з бамбука із залізним наконечником. Вертлюжні гармати (лантаки) моро були не схожі на європейські зразки того часу, вони були зроблені більш примітивно, що робило їх непрактичними в морському бою. Вони були близько 180 см у довжину, і для того, аби їх підняти, потрібно було кілька осіб. Стріляли лантаки півфунтовими ядрами або картеччю.